# Oisseau-le-Petit
Oisseau-le-Petit é uma comuna francesa na região administrativa do País do Loire, no departamento de Sarthe. Estende-se por uma área de 8.60 km². Em 2010 a comuna tinha 672 habitantes (densidade: 78,1 hab./km²).